# Waszulki
Waszulki [vaˈʂulki] (em alemão:  Waschulken) é uma aldeia no distrito administrativo da Comuna de Nidzica, no condado de Nidzica, na Voivodia da Vármia-Masúria, no norte da Polônia. Fica a aproximadamente 4 quilômetros (2 mi) a nordeste de Nidzica e 45 quilômetros (28 mi) ao sul da capital regional Olsztyn.